# Liste des méchants de James Bond

Cet article contient la liste des personnages méchants dans les romans et les films de James Bond.

## Dans les romans
Liste des méchants dans les différents romans et nouvelles de James Bond :
- Le Chiffre, banquier du SMERSH dans Casino Royale (1953)
- Adolph Gettler, agent du SMERSH dans Casino Royale (1953)
- Mister Big, alias Buonaparte Ignacio Gallia, agent du SMERSH dans Vivre et laisser mourir (1954)
- Tee Hee, homme de main de Mr Big dans Vivre et laisser mourir (1954)
- Baron Samedi, dieu vaudou de la mort et des ténèbres dans Vivre et laisser mourir (1954)
- Hugo Drax, ancien nazi ennemi de Londres dans Moonraker (1955)
- Jack Spang (Rufus B. Saye) et Seraffimo Spang, chefs du gang Mob Spangled dans Les diamants sont éternels (1956)
- Mr Wint et Mr Kidd, hommes de mains des Spang dans Les diamants sont éternels (1956)
- Rosa Klebb, membre du SMERSH dans Bons Baisers de Russie (1957)
- Red Donovan Grant, chef exécuteur du SMERSH dans Bons Baisers de Russie (1957)
- Le docteur Julius No, free-lance opérant pour l'URSS dans James Bond contre Dr No (1958)
- Auric Goldfinger, trésorier du SMERSH dans Goldfinger (1959)
- Un groupe d'espions au service de l'URSS dans la nouvelle Bons Baisers de Paris (1960)
- Von Hammerstein, truand dans la nouvelle Top Secret (1960)
- Kristatos, agent au service de l'URSS dans la nouvelle Risico (1960)
- Milton Krest, milliardaire dans la nouvelle Le Spécimen rare de Hildebrand (1960)
- Emilio Largo, n°2 du SPECTRE, vole deux missiles nucléaires de l'OTAN dans Opération Tonnerre (1961)
- Ernst Stavro Blofeld, dirigeant du SPECTRE dans Opération Tonnerre (1961), Au service secret de Sa Majesté (1963) et On ne vit que deux fois (1964)
- Horror et Sluggsy, deux tueurs au service de Monsieur Sanguinetti dans Motel 007 (1962)
- Irma Bunt, assistante et compagne de Blofeld dans Au service secret de Sa Majesté (1963), On ne vit que deux fois (1964) et la nouvelle Le Spectre du passé (1997)
- Francisco Scaramanga, agent au service de Cuba dans l'Homme au pistolet d'or (1965)
- Major Dexter Smythe dans la nouvelle Meilleurs Vœux de la Jamaïque (1966)
- La Gachette, tueuse d'élite au service du bloc de l'Est dans la nouvelle Bons Baisers de Berlin (1966)
- Le responsable du KGB à Londres dans la nouvelle la Sphère d'émeraude (1966)
- Le Colonel Sun Liang tang, agent chinois dans Colonel Sun (1968)
- Anton Murik, savant dans Permis renouvelé (1981)
- Nena Blofeld, fille d'Ernst Stavro Blofeld dans Mission particulière (1982)
- Konrad von Glöda (Aarne Tudeer), chef du quatrième Reich dans Opération Brise-glace (1983)
- Tamil Rahani, chef du SPECTRE dans Une question d'honneur (1984) et Nobody Lives For Ever (1985)
- Le général Konstantin (Kolya) Chernov, chef du département 8, secteur 7 du KGB dans No Deals, Mr Bond (1987)
- Le père Valentine, alias Vladimir Scorpius, gourou d'une secte dans Scorpius (1988)
- Bassam Baradj, alias Robert Besavitsky, chef de l'organisation BAST (Brotherhood of Anarchy and Secret Terror) dans Gagner, perdre ou mourir (1989)
- Brokenclaw Lee Fu-Chu, agent au service de la Chine dans Brokenclaw (1990)
- Le Général Yevgeny Yuskovich, chef de La Balance de Justice dans L'Homme de Barbarossa (1991)
- Wolfgang Weisen, ancien agent d'Allemagne de l'Est, agissant seul dans Death is Forever (1992)
- David Dragonpol dans Never Send Flowers (1993)
- Sir Max Tarn, nouveau Führer dans SeaFire (1994)
- Le général Brutus Clay responsable de l'organisation COLD (Children of the Last Days) dans COLD (1996)
- Guy Thackeray, colon britannique à Hong-Kong refusant la rétrocession de la ville à la Chine dans Jour J moins dix (1997)
- Konstantine Romanos, chef de l'organisation la Décade dans Le Visage de la mort (1998)
- Hera Voulopoulos au service de la Décade et trahissant son chef dans Le Visage de la mort (1998)
- Anton Redenius, agent au service de la mafia russe dans la nouvelle Drame d'une nuit d'été (1999)
- Le Gérant, alias Olivier Cesari, alias Pierre Rodiac, chef du Syndicat dans Crime sur les cimes (1999), Doubleshot (2000) et Ne rêve jamais de mourir (2001)
- Roland Marquis, au service du Syndicat dans Crime sur les cimes (1999)
- L'entraîneur de la patineuse Natalya Lustokov dans la nouvelle Live at Five (1999)
- Domingo Espada, torero assisté du Syndicat, désirant rendre Gibraltar à l'Espagne dans Doubleshot (2000)
- Goro Yoshida dans Ne rêve jamais de mourir (2001) et The Man with the Red Tattoo (2002)
- Lord Randolph Hellebore, père d'un rival du jeune James Bond dans Opération SilverFin (2005)
- Ugo Carnifex dans La mort est contagieuse (2006)
- John Charnage dans Poker fatal (2007)
- Wolfgang et Ludwig Smith dans Poker fatal (2007)
- El Huracán dans Menace sur l'Eldorado (2007)
- Otto von Schlick dans Sur ordre de Sa Majesté (2008)
- Irina Sedova dans Poker fatal (2007) et Sur ordre de Sa Majesté (2008)
- Dr Julius Gorner scientifique anti-britannique, free-lance opérant pour l'URSS dans Le diable l'emporte (2008)
- Severan Hydt nécrophile et terroriste sous couverture dans Carte blanche (2011)
- Jakobus Breed dans Solo (2013)
- Anton Kostler dans Shoot to Kill (2014)

## Au cinéma

### Principaux antagonistes
Dans tous les films qui composent la plus célèbre saga, James Bond doit affronter un ou plusieurs ennemis.
| Année | Films                           | Noms                                 | Acteurs                      |
| ----- | ------------------------------- | ------------------------------------ | ---------------------------- |
| 1962  | James Bond 007 contre Dr No     | Dr Julius No                         | Joseph Wiseman               |
| 1963  | Bons baisers de Russie          | Ernst Stavro Blofeld                 | Anthony Dawson               |
| 1963  | Bons baisers de Russie          | Rosa Klebb                           | Lotte Lenya                  |
| 1963  | Bons baisers de Russie          | Tov Kronsteen                        | Vladek Sheybal               |
| 1964  | Goldfinger                      | Auric Goldfinger                     | Gert Fröbe                   |
| 1965  | Opération Tonnerre              | Ernst Stavro Blofeld                 | Anthony Dawson               |
| 1965  | Opération Tonnerre              | Emilio Largo                         | Adolfo Celi                  |
| 1967  | On ne vit que deux fois         | Ernst Stavro Blofeld                 | Donald Pleasence             |
| 1969  | Au service secret de Sa Majesté | Ernst Stavro Blofeld                 | Telly Savalas                |
| 1971  | Les diamants sont éternels      | Ernst Stavro Blofeld                 | Charles Gray                 |
| 1973  | Vivre et laisser mourir         | Dr Kananga                           | Yaphet Kotto                 |
| 1974  | L'Homme au pistolet d'or        | Francisco Scaramanga                 | Christopher Lee              |
| 1974  | L'Homme au pistolet d'or        | Hai Fat                              | Richard Loo                  |
| 1977  | L'Espion qui m'aimait           | Karl Stromberg (en)                  | Curd Jürgens                 |
| 1979  | Moonraker                       | Hugo Drax                            | Michael Lonsdale             |
| 1981  | Rien que pour vos yeux          | Aris Kristatos                       | Julian Glover                |
| 1981  | Rien que pour vos yeux          | Ernst Stavro Blofeld                 | John Hollis                  |
| 1983  | Octopussy                       | Kamal Khan                           | Louis Jourdan                |
| 1983  | Octopussy                       | Général Orlov                        | Steven Berkoff               |
| 1983  | Octopussy                       | Colonel Luis Toro                    | Ken Norris                   |
| 1985  | Dangereusement vôtre            | Max Zorin                            | Christopher Walken           |
| 1987  | Tuer n'est pas jouer            | Brad Whitaker (en)                   | Joe Don Baker                |
| 1987  | Tuer n'est pas jouer            | Général Georgi Koskov                | Jeroen Krabbé                |
| 1989  | Permis de tuer                  | Franz Sanchez                        | Robert Davi                  |
| 1995  | GoldenEye                       | Alec Trevelyan                       | Sean Bean                    |
| 1997  | Demain ne meurt jamais          | Elliot Carver                        | Jonathan Pryce               |
| 1997  | Demain ne meurt jamais          | Général Chang                        | Philip Kwok                  |
| 1999  | Le monde ne suffit pas          | Elektra King                         | Sophie Marceau               |
| 1999  | Le monde ne suffit pas          | Renard                               | Robert Carlyle               |
| 2002  | Meurs un autre jour             | Colonel Tan-Sun Moon / Gustav Graves | Will Yun Lee / Toby Stephens |
| 2006  | Casino Royale                   | Le Chiffre                           | Mads Mikkelsen               |
| 2006  | Casino Royale                   | M. White                             | Jesper Christensen           |
| 2006  | Casino Royale                   | Steven Obanno                        | Isaac de Bankolé             |
| 2006  | Casino Royale                   | Dryden                               | Malcolm Sinclair (en)        |
| 2008  | Quantum of Solace               | Dominic Greene                       | Mathieu Amalric              |
| 2008  | Quantum of Solace               | Général Medrano                      | Joaquín Cosío (en)           |
| 2008  | Quantum of Solace               | M. White                             | Jesper Christensen           |
| 2012  | Skyfall                         | Raoul Silva (en)                     | Javier Bardem                |
| 2015  | 007 Spectre                     | Ernst Stavro Blofeld                 | Christoph Waltz              |
| 2021  | Mourir peut attendre            | Ernst Stavro Blofeld                 | Christoph Waltz              |
| 2021  | Mourir peut attendre            | Lyutsifer Safin                      | Rami Malek                   |

### Seconds couteaux
Les ennemis sont toujours aidés par d'impitoyables hommes de mains ou associés (le plus généralement des hommes mais aussi parfois des femmes) qui peuvent avoir une caractéristique intimidante.
| Année | Films                           | Noms                         | Acteurs                          |
| ----- | ------------------------------- | ---------------------------- | -------------------------------- |
| 1962  | James Bond 007 contre Dr No     | Professeur R.J. Dent         | Anthony Dawson                   |
| 1963  | Bons baisers de Russie          | Donald "Red" Grant           | Robert Shaw                      |
| 1963  | Bons baisers de Russie          | Morzeny                      | Walter Gotell                    |
| 1964  | Goldfinger                      | Oddjob                       | Harold Sakata                    |
| 1965  | Opération Tonnerre              | Fiona Volpe                  | Luciana Paluzzi                  |
| 1965  | Opération Tonnerre              | Comte Lippe                  | Guy Doleman                      |
| 1965  | Opération Tonnerre              | Vargas                       | Philip Locke (en)                |
| 1967  | On ne vit que deux fois         | M. Osato                     | Teru Shimada                     |
| 1967  | On ne vit que deux fois         | Helga Brandt                 | Karin Dor                        |
| 1969  | Au service secret de Sa Majesté | Irma Bunt                    | Ilse Steppat                     |
| 1969  | Au service secret de Sa Majesté | Grunther                     | Yuri Borienko                    |
| 1971  | Les diamants sont éternels      | M. Wint                      | Bruce Glover                     |
| 1971  | Les diamants sont éternels      | M. Kidd                      | Putter Smith                     |
| 1971  | Les diamants sont éternels      | Bert Saxby                   | Bruce Cabot                      |
| 1973  | Vivre et laisser mourir         | Tee Hee                      | Julius W. Harris                 |
| 1973  | Vivre et laisser mourir         | Baron Samedi                 | Geoffrey Holder                  |
| 1974  | L'Homme au pistolet d'or        | Tric-Trac                    | Hervé Villechaize                |
| 1977  | L'Espion qui m'aimait           | Requin                       | Richard Kiel                     |
| 1979  | Moonraker                       | Requin                       | Richard Kiel                     |
| 1981  | Rien que pour vos yeux          | Emile Leopold Locque         | Michael Gothard                  |
| 1981  | Rien que pour vos yeux          | Erich Kriegler               | John Wyman (en)                  |
| 1983  | Octopussy                       | Gobinda                      | Kabir Bedi                       |
| 1983  | Octopussy                       | Mischka et Grischka          | David (en) et Anthony Meyer (en) |
| 1985  | Dangereusement vôtre            | May Day                      | Grace Jones                      |
| 1985  | Dangereusement vôtre            | Scarpine                     | Patrick Bauchau                  |
| 1985  | Dangereusement vôtre            | Hans Glaub / Dr Carl Mortner | Willoughby Gray                  |
| 1987  | Tuer n'est pas jouer            | Necros                       | Andreas Wisniewski               |
| 1989  | Permis de tuer                  | Milton Krest                 | Anthony Zerbe                    |
| 1989  | Permis de tuer                  | Dario                        | Benicio del Toro                 |
| 1989  | Permis de tuer                  | Colonel Heller               | Don Stroud                       |
| 1989  | Permis de tuer                  | William Truman-Lodge         | Anthony Starke                   |
| 1989  | Permis de tuer                  | Ed Killifer                  | Everett McGill                   |
| 1995  | Goldeneye                       | Xenia Onatopp                | Famke Janssen                    |
| 1995  | Goldeneye                       | Général Ourumov              | Gottfried John                   |
| 1995  | Goldeneye                       | Boris Grishenko              | Alan Cumming                     |
| 1997  | Demain ne meurt jamais          | Stamper                      | Götz Otto                        |
| 1997  | Demain ne meurt jamais          | Dr Kaufman                   | Vincent Schiavelli               |
| 1997  | Demain ne meurt jamais          | Henry Gupta                  | Ricky Jay                        |
| 1999  | Le monde ne suffit pas          | Gabor                        | John Seru (en)                   |
| 1999  | Le monde ne suffit pas          | Sasha Davidov                | Ulrich Thomsen                   |
| 1999  | Le monde ne suffit pas          | M. Bull                      | Goldie                           |
| 1999  | Le monde ne suffit pas          | Giulietta da Vinci           | Maria Grazia Cucinotta           |
| 2002  | Meurs un autre jour             | Miranda Frost                | Rosamund Pike                    |
| 2002  | Meurs un autre jour             | Zao                          | Rick Yune                        |
| 2002  | Meurs un autre jour             | Vlad                         | Mikhaïl Gorevoy                  |
| 2002  | Meurs un autre jour             | Mr. Kil                      | Lawrence Makoare                 |
| 2002  | Meurs un autre jour             | Dr Alvarez                   | Simón Andreu                     |
| 2006  | Casino Royale                   | Alex Dimitrios               | Simon Abkarian                   |
| 2006  | Casino Royale                   | Adolph Gettler               | Richard Sammel                   |
| 2006  | Casino Royale                   | Valenka                      | Ivana Milicevic                  |
| 2006  | Casino Royale                   | Mollaka Danso                | Sebastien Foucan                 |
| 2006  | Casino Royale                   | Carlos Nikolic               | Claudio Santamaria               |
| 2008  | Quantum of Solace               | Elvis                        | Anatole Taubman                  |
| 2012  | Skyfall                         | Patrice                      | Ola Rapace                       |
| 2015  | 007 Spectre                     | Max Denbigh                  | Andrew Scott                     |
| 2015  | 007 Spectre                     | M. Hinx                      | David Bautista                   |
| 2015  | 007 Spectre                     | Marco Sciarra                | Alessandro Cremona               |
| 2021  | Mourir peut attendre            | Valdo Obruchev               | David Dencik                     |
| 2021  | Mourir peut attendre            | Primo                        | Dali Benssalah                   |
| 2021  | Mourir peut attendre            | Logan Ash                    | Billy Magnussen                  |